# Soyouz 24
Soyouz 24 est un vol du programme spatial de l'Union soviétique lancé le 7 février 1977.

## Équipage
Les nombres entre parenthèses indiquent le nombre de vols spatiaux effectués par chaque individu jusqu'à cette mission incluse.
- Viktor Gorbatko (2)
- Yuri Glazkov (1)
- Anatoly Berezovoy (0) remplaçant
- Mikhail Lisun[2] (0) remplaçant

## Paramètres de la mission
- Masse : 6 800 kg
- Périgée : 184,7 km
- Apogée : 346,2 km
- Inclinaison : 51.65°
- Période : 89,52 minutes

## Points importants
C'est une expédition vers la station Saliout 5. L'équipage y séjourne 17,73 jours. Le but de la mission est de changer une pièce d'équipement qui servait à ventiler l'air de la station Saliout 5. 